# Natalia Alekseïevna (princesse)
Natalia Alekseïevna de Russie (Наталья Алексеевна), née le 22 août 1673 et morte le 18 juin 1716, est une princesse russe. 

## Biographie
Natalia de Russie est la fille d'Alexis Ier de Russie et de Nathalie Narychkine.
Elle perd son père lorsqu'elle a trois ans, et est élevée par sa mère avec son frère Pierre, dont elle partage les confidences. Lorsque sa demi-sœur la régente Sophie gouverne, la famille habite l'été dans le village de Préobrajenskoïe, près de Moscou et l'hiver à Moscou. Son grand-père, Cyrille Narychkine, et ses oncles parviennent à échapper aux désordres de la révolte des Streltsy, le 15 mai 1682, et la fillette est saine et sauve. 
C'est elle qui est chargée de l'éducation de son neveu, le tsarévitch Alexis Petrovitch, lorsque la mère de ce dernier, Eudoxie Lopoukhine accusée de complot, est obligée de prendre le voile.
Pierre installe aussi sa future femme Marthe au moment de son baptême orthodoxe (sous le nom de Catherine) chez Natalia. Elle compte parmi les dames de sa cour les sœurs Anne et Marie Menchikov, avec qui elle a des rapports d'amitié, Anissia Tolstoï qui deviendra dame d'honneur de Catherine Ire, comme Varvara Arséniev (1676-1730), ainsi que la sœur de cette dernière, Daria, épouse du prince Menchikov, favori de Pierre.
Elle doit habiter à partir de 1708 Saint-Pétersbourg sur l'île Krestovski, mais elle ne s'y plaît pas et passe de longs séjours à Moscou, pendant que l'on bâtit son palais. En 1713, elle habite enfin une demeure à côté de celle du tsarévitch Alexis. Elle ne se maria jamais et Pierre n'arrangea pas de projets matrimoniaux à l'égard de sa jeune sœur. Elle était passionnée de théâtre, en fit installer un, le premier, dans son palais de Moscou en 1706, et s'essaya même à écrire quatre pièces. De même à Saint-Pétersbourg, elle faisait jouer des pièces à la cour. Elle soutenait les réformes de son frère et en faisait ainsi passer le message dans ses pièces.
Elle mourut d'une gastrite à l'âge de 42 ans et fut enterrée au cimetière Saint-Lazare du monastère Saint-Alexandre-Nevski. On installa une chapelle funéraire dédiée à la résurrection de Lazare, au-dessus de sa tombe, et c'est ainsi que cette partie du cimetière de la laure reçut son nom par la suite.